# Maison natale de Dimitrije Tucović
La maison natale de Dimitrije Tucović (en serbe cyrillique : Родна кућа Димитрија Туцовића ; en serbe latin : Rodna kuća Dimitrija Tucovića) se trouve à Gostilje, dans la municipalité de Čajetina et dans le district de Zlatibor, en Serbie. Elle est inscrite sur la liste des monuments culturels d'importance exceptionnelle de la république de Serbie (identifiant no SK 483),.

## Présentation

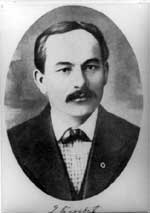
Dimitrije Tucović.

La maison natale de Dimitrije Tucović (1881-1914) se présente comme une cabane en rondins traditionnelle. Elle a été construite en 1855, comme en témoigne l'année gravée sur une planche. Elle est constituée de deux parties sans sous-sol, avec un toit à quatre pans recouverts de bardeaux. Elle dispose de deux portes opposées dotées de simples linteaux demi-circulaires,.
À l'intérieur se trouvent un poêle avec des pots en céramique et une cloison de protection contre le vent (en serbe : perda,.
Dans les années 1980, la maison a fait l'objet de travaux de restauration, après quoi elle a été investie d'une fonction muséale,. Elle présente des meubles ruraux utilisés au XIXe siècle et des documents concernant le rôle que Dimitrije Tucović a joué dans l'histoire politique de la Serbie en tant que théoricien et chef de file du mouvement socialiste dans le royaume de Serbie et en tant que fondateur du Parti social-démocrate serbe,.